# Deutsches Meisterschaftsrudern 2000
Das 111. Deutsche Meisterschaftsrudern wurde 2000 in Berlin ausgetragen. Wie im Vorjahr wurden in 24 Bootsklassen Medaillen vergeben, davon 14 bei den Männern und 10 bei den Frauen.

## Medaillengewinner

### Männer
| Bootsklasse                           | Gold | Silber | Bronze |
| ------------------------------------- | --- | --- | --- |
| Einer                                 | Christian Schreiber (Hallesche Rvg. Böllberg-Nelson) | André Mücke (Potsdamer RG) | Sönke Osmann (RC Allemannia von 1866 Hamburg) |
| Doppelzweier                          | Rgm. Koblenzer RC Rhenania / Breisacher RV Sebastian Mayer Stefan Roehnert | RG Ghibellinia Waiblingen Markus Baumann Andreas Schwab | Berliner Ruder-Club Niklas Galler Falk Linke |
| Zweier ohne Steuermann                | Rgm. Berliner Ruder-Club / Münchener RC von 1880 Robert Sens Detlef Kirchhoff | Stuttgarter RG von 1899 Lutz Weiler Thorsten Schnabel | Rgm. RK am Wannsee Berlin / Rüdersdorfer RV Kalkberge Dirk Praga Matthias Siejkowski |
| Zweier mit Steuermann                 | Rgm. RC Westfalen Herdecke / RC Havel Brandenburg / Heidelberger RK 1872 Guido Kutscher Lars Beilfuß Udo Kühn (Stm.) | Rgm. RC Havel Brandenburg / Potsdamer RG Jens Beilfuß Matthias Stein Kathleen Ueberfeld (Stf.) | Keine weiteren Boote am Start. |
| Doppelvierer                          | Rgm. Hallesche Rvg. Böllberg-Nelson / Ratzeburger RC / RTHC Bayer Leverkusen / Ulmer RC Donau Marco Geisler Johannes Barth Stephan Volkert Andreas Hajek | Rgm. Binger RG / RG Rotation Berlin / RC Magdeburg / Hallesche Rvg. Böllberg-Nelson Matthias Weiss Daniel Hausdörfer René Bertram Marco Rudolph | Rgm. RTHC Bayer Leverkusen / Bonner RG / Potsdamer RG / Vegesacker RV Thomas Stoll Michael Keller Javor Filipov André Mücke |
| Vierer ohne Steuermann                | Rgm. Berliner Ruder-Club / RK am Wannsee Berlin / RRG Mülheim Stefan Heinze Tim Wooge Sven Ueck Mark Kleinschmidt | Keine weiteren Boote am Start. | Keine weiteren Boote am Start. |
| Vierer mit Steuermann                 | Rgm. Würzburger RV Bayern / Koblenzer RC Rhenania / Dresdner RC 1902 / WSV Honnef Lars Erdmann Andreas Werner Lars Krisch Wolfram Huhn Jörg Dederding (Stm.) | Rgm. RK am Wannsee Berlin / Rüdersdorfer RV Kalkberge / Miltenberger RC von 1900 / ARC Würzburg Helger Schader Stefan Glos Matthias Siejkowski Dirk Praga Jakob Assländer (Stm.) | Rgm. RC Allemannia von 1866 Hamburg / Der Hamburger und Germania RC / Potsdamer RG / Crefelder RC 1883 / RG Heidelberg 1898 Andreas Pau Dirk Marterer Martin Zobelt Felix Niemeyer Stefan Lier (Stm.) |
| Achter                                | Rgm. RC Hansa Dortmund / RV Emscher Wanne-Eickel-Herten / RV Münster von 1882 / RG Wiking Berlin / Berliner Ruder-Club / Dresdner RC 1902 / Gießener RG 1877 Jörg Dießner Bernd Heidicker Detlef Kirchhoff Enrico Schnabel Philipp Stüer Paul Dienstbach Hendrik Hirschfelder Dirk Meusel Peter Thiede (Stm.) | Rgm. RV Weser Hameln / RC Tegel 1886 / SV Oderhort / ARV zu Leipzig / ORC Rostock von 1956 / RG Wiesbaden-Biebrich 1888 / RRG Mülheim / Miltenberger RC von 1900 / RV Oberhausen Sebastian Schulte Klaus Rogge Thorsten Engelmann Bastian Tesching Johannes Doberschütz Stephan Koltzk Ulf Siemes Michael Ruhe Felix Erdmann (Stm.) | Rgm. Kölner RV von 1877 / Dresdner RC 1902 / Koblenzer RC Rhenania / Würzburger RV Bayern / WSV Honnef / Berliner Ruder-Club / RK am Wannsee Berlin / Oldenburger RV / RRG Mülheim Lars Erdmann Lars Krisch Andreas Werner Wolfram Huhn Mark Kleinschmidt Stefan Heinze Jan Herzog Ike Landvoigt Jörg Dederding (Stm.) |
| Leichtgewichts-Einer                  | Peter Ording (TSV Bremervörde) | Thorsten Schmidt (Deutscher Ruder-Club von 1884) | Frank Mager (Neusser RV) |
| Leichtgewichts-Doppelzweier           | Rgm. Mainzer RV von 1878 / Stuttgarter RG von 1899 Ingo Euler Bernhard Rühling | Rgm. Koblenzer RC Rhenania / RG Wiking Leipzig David Klein Jens Wittwer | Rgm. RV Bochum von 1920 / Stuttgarter RG von 1899 Stefan Ballnus Andreas Bech |
| Leichtgewichts-Zweier ohne Steuermann | Rgm. RV Friedrichshafen / RC Undine Radolfzell Björn Spaeter Manuel Strauch | RG Wiking Berlin Ralf-Jürgen Irmer Jan Bredemeyer | Rgm. Hannoverscher RC von 1880 / RC Tegel 1886 Axel Schuster Christian Albert |
| Leichtgewichts-Doppelvierer           | Rgm. Mainzer RV von 1878 / Stuttgarter RG von 1899 / Ratzeburger RC Stefan Ballnus Jörg Lehnigk Ingo Euler Bernhard Rühling | Rgm. RV Bochum von 1920 / Bonner RG / RU Arkona Berlin Jens Fischer Lars Achtruth Manuel Brehmer Martin Müller-Falcke | Rgm. RC Allemannia von 1866 Hamburg / Deutscher Ruder-Club von 1884 / Breisacher RV Arne Hothan Joachim Drews Sven Johannesmeier Birger Arne Schmidt |
| Leichtgewichts-Vierer ohne Steuermann | Rgm. Würzburger RV Bayern / Potsdamer RC Germania / RK am Wannsee Berlin / Deutscher Ruder-Club von 1884 Roland Händle Marcus Mielke Thorsten Schmidt Martin Weis | Rgm. RG Wiking Berlin / Hannoverscher RC von 1880 / RC Undine Radolfzell Jan Bredemeyer Ralf Irmer Christian Albert Björn Spaeter | Keine weiteren Boote am Start. |
| Leichtgewichts-Achter                 | Rgm. RK am Wannsee Berlin / RG Wiking Berlin / WSV Honnef / RV Weser Hameln / Essen-Werdener RC / Würzburger RV Bayern / VWS Mannheim Andreas Laib Tobias Müller Markus Heidenreich Martin Fauck Matthias Hobein Carsten Borchardt Vladimir Vukelic Martin Hasse Christian Scheer (Stm.)                      | Rgm. RV Friedrichshafen / RC Undine Radolfzell / Limburger CfW / Würzburger RV Bayern / Potsdamer RC Germania / RK am Wannsee Berlin / Deutscher Ruder-Club von 1884 / RV Wandsbek Roland Händle Marcus Mielke Manuel Strauch Björn Spaeter Matthias Kleinz Christian Schneider Thorsten Schmidt Martin Weis Rita Hendes (Stf.)     | Keine weiteren Boote am Start. |

### Frauen
| Bootsklasse                           | Gold | Silber | Bronze |
| ------------------------------------- | --- | --- | --- |
| Einer                                 | Katrin Rutschow-Stomporowski (RK am Wannsee Berlin) | Peggy Waleska (Pirnaer RV 1872) | Christiane Will (Bremer RC Hansa) |
| Doppelzweier                          | Potsdamer RG Jana Thieme Kathrin Boron | Rgm. RK am Wannsee Berlin / RSV Cottbus Kirsten Lehmkuhl Kathrin Schneider                                                                              | Keine weiteren Boote am Start. |
| Zweier ohne Steuerfrau                | Rgm. RV Saarbrücken / Ulmer RC Donau Lenka Wech Claudia Barth | Rgm. RV Saarbrücken / Dresdner RC 1902 Anke Weiler Marita Scholz                                                                                        | Rgm. Dresdner RC 1902 / RV Wiking Leipzig Sandra Goldbach Christiane Hölzel                                                             |
| Doppelvierer                          | Rgm. Potsdamer RG / Ratzeburger RC / RC Magdeburg / Pirnaer RV 1872 Manja Kowalski Meike Evers Manuela Lutze Peggy Waleska | Rgm. Potsdamer RG / Bremer RC Hansa / Hallesche Rvg. Böllberg-Nelson Kathrin Boron Christiane Will Jana Thieme Ulrike Brandt                            | Keine weiteren Boote am Start. |
| Vierer ohne Steuerfrau                | Rgm. RV Saarbrücken / Ulmer RC Donau / RC Hansa Dortmund Claudia Barth Lenka Wech Anja Pyritz Johanna Prinz | Rgm. RG Rotation Berlin / Lauinger RuSC Donau / ETuF Essen / ORC Rostock von 1956 Ulrike Stadlmayr Silke Günther Daniela Gorr Elke Hipler               | Rgm. RV Saarbrücken / RG Rotation Berlin / RC Hamm von 1890 / Dresdner RC 1902 Anke Weiler Marita Scholz Sarah Pollmann Susanne Schmidt |
| Achter                                | Rgm. RV Saarbrücken / ORC Rostock von 1956 / RG Rotation Berlin / RC Hamm von 1890 / Dresdner RC 1902 / Lauinger RuSC Donau / ETuF Essen Anke Weiler Silke Günther Ulrike Stadlmayr Susanne Schmidt Sarah Pollmann Marita Scholz Daniela Gorr Elke Hipler Yvonne Illing (Stf.) | Keine weiteren Boote am Start. | Keine weiteren Boote am Start. |
| Leichtgewichts-Einer                  | Angelika Brand (Deutscher Ruder-Club von 1884) | Christina Schulze-Struchtrup (ETuF Essen) | Manuela Spitzer (TG in Berlin 1848) |
| Leichtgewichts-Doppelzweier           | Rgm. Dresdner RV / Siegburger RV 1910 Valerie Viehoff Claudia Blasberg | Rgm. Ulmer RC Donau / RC Bergedorf Hamburg Karin Meier Vanessa Burmester                                                                                | Keine weiteren Boote am Start. |
| Leichtgewichts-Zweier ohne Steuerfrau | Rendsburger RV Gunda Reimers Janet Radünzel | Keine weiteren Boote am Start. | Keine weiteren Boote am Start. |
| Leichtgewichts-Doppelvierer           | Rgm. Dresdner RV / Siegburger RV 1910 / Deutscher Ruder-Club von 1884 / Hanauer RG 1879 Claudia Blasberg Valerie Viehoff Angelika Brand Katja Cadorin | Rgm. Ludwigshafener RV von 1878 / Deutscher Ruder-Club von 1884 / Limburger CfW / RV Wandsbek Maja Darmstadt Michelle Darvill Anna Kleinz Karin Stephan | Rgm. Rendsburger RV / RC Neumünster / TG in Berlin Janet Radünzel Gunda Reimers Berit Carow Michaela Spitzer                            |